# Erik Byström
Jöns Erik Byström, född 6 oktober 1902 i Brunflo församling i Jämtland, död 9 maj 1988 i Högalids församling i Stockholm, var en svensk målare.
Han var son till köpmannen Enock Byström och Stina Eriksson och gift andra gången med Gerda Gjöe-Geleff. Byström studerade för Carl Wilhelmson vid Kungliga Konsthögskolan i Stockholm 1927–1928 samt under studieresor i Sverige och Danmark. Han var bosatt i Pedersborg i Sorøtrakten 1933–1940 men återvände till Sverige i samband med den tyska ockupationen. Separat ställde han ut i Köpenhamn, Odense och Sorø under 1930-talet efter återkomsten till Sverige ställde han ut separat på Konstnärshuset i Stockholm, Göteborgs konsthall samt i Östersund. Han medverkade i ett stort antal samlingsutställningar och han var särskilt inbjuden att medverka i Sveriges allmänna konstförenings utställning på Liljevalchs konsthall 1950. Efter återkomsten till Sverige bosatte han sig på Malmen vid Drottningholm och det avspeglade sig i konsten genom att han i många målningar fångade slottsbyggnadens strama kubiska arkitektur och den kringliggande slottsparken bland hans andra motiv märks stilleben, naket, landskap och interiörer. Byström är representerad vid  Göteborgs konstmuseum, Moderna Museet, Kalmar Konstmuseum, Norrköpings konstmuseum  och Östersunds museum. Han är begravd på Norra begravningsplatsen utanför Stockholm.